# Nidzicki
Nidzicki là một huyện thuộc tỉnh Warmińsko-Mazurskie của Ba Lan. Huyện có diện tích 961 km². Đến ngày 1 tháng 1 năm 2011, dân số của huyện là 33260 người và mật độ 35 người/km².